# Podlasie (Piła)
Podlasie – jednostka pomocnicza gminy Piła, położona we wschodniej części miasta i obejmująca przede wszystkim tereny niezabudowane i lasy. Granice Podlasia wyznaczają: na północy, wschodzie i południu – granica administracyjna Piły a na zachodzie – rzeka Gwda, obwodnica miasta w ciągu drogi krajowej nr 11, tory linii kolejowej nr 18, ulice: Skrajna i Węglowa, tory linii kolejowej nr 203, ulice: Artura Grottgera, Juliusza Kossaka, Głuchowska oraz Powstańców Wielkopolskich, ta ostatnia w ciągu drogi wojewódzkiej nr 188. Osiedle graniczy na północy z gminą Szydłowo, na wschodzie z gminą Kaczory, na południu z gminą Ujście, na południowym zachodzie z Motylewem, na zachodzie z Zamościem, a na północnym zachodzie z Jadwiżynem. Administracyjnie, pod jurysdykcję rady osiedla Podlasie podchodzi kilka części Piły: Bydgoskie Przedmieście, Czarnobór, Kalina, Leszków, Lisikierz, Płotki oraz Wygnanka. Żywotność tych nazw jest zróżnicowana.
Na terenie Podlasia znajduje się największy wciąż działający w Pile zakład przemysłowy – fabryka koncernu Philips. Osiedle znajduje się na przecięciu dróg krajowych nr 10 oraz 11. Funkcjonują tu przystanki kolejowe: Piła Podlasie na linii kolejowej nr 203 oraz Piła Kalina na linii kolejowej nr 354, na których zatrzymują się pociągi osobowe (przystanek Piła Leszków jest obecnie wyłączony z eksploatacji). Osiedle jest także skomunikowane z resztą miasta za pomocą miejskiej komunikacji autobusowej, obsługiwanej przez Miejski Zakład Komunikacji.